# Juda
 For alternative betydninger, se Juda (flertydig). (Se også artikler, som begynder med Juda)
Juda (hebraisk: יְהוּדָה, moderne hebraisk Yehuda) var ifølge Første Mosebog Jakob og Leas 4. søn og grundlæggeren af den israelitiske stamme Juda. Juda har lagt navn til det senere Kongeriget Juda, landet Judæa og ordet jøde.
Ifølge Første Mosebog er Juda med svigerdatteren Tamar forfader til Kong Davids slægt.
Bibelforskere som J.A. Emerton vurderer fortællingen om Juda som en eponymisk metafor eller en ophavsmyte, som har fremmet en begrundelse for at knytte Judas stamme til de andre stammer i det israelitiske forbund.
Juda fik sønnerne Er, Onan og Shela med den kanaanæiske købmand Shuas datter, og tvillingerne Peres og Sera med Ers hustru Tamar.